# Toàn Sơn
Toàn Sơn là một xã thuộc huyện Đà Bắc, tỉnh Hòa Bình, Việt Nam.
Xã Toàn Sơn có diện tích 2,76 km², dân số năm 1999 là 2171 người, mật độ dân số đạt 787 người/km².